# باشگاه والیبال ام. رم

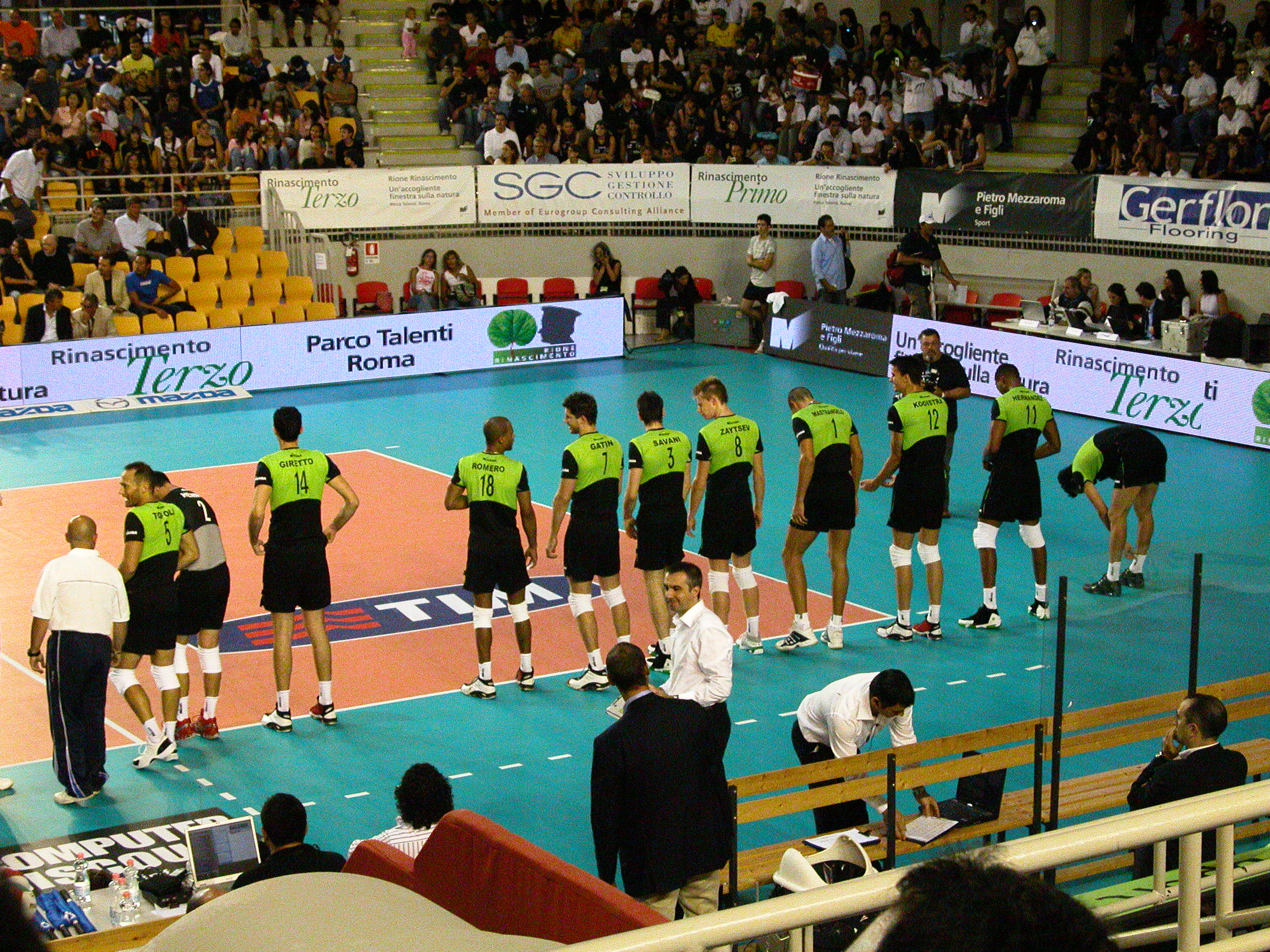
بازیکنان ام. رم قبل از شروع بازی.

باشگاه والیبال ام. رم (انگلیسی: M. Roma Volley) یک باشگاه والیبال مستقر در رم است که در حال حاضر در سری ب حضور دارد.